# Pitcairnia heterophylla
Pitcairnia heterophylla és una espècie del gènere Pitcairnia. Aquesta espècie és nativa del nord d'Amèrica del Sud (Perú, l'Equador, Colòmbia, Veneçuela), Amèrica Central i Mèxic central i del sud.
L'espècie fou descoberta per primera vegada sobre el Penyal de Guatapé per un científic alemany.